# Anil Kumar Prakash
Pour les articles homonymes, voir Anil Kumar (disque).
Anil Kumar Prakash (souvent abrégé en Anil Kumar, né le 28 août 1973 à Haripad au Kerala) est un athlète indien, spécialiste du sprint. Il détient le record national de l'Inde sur 100 m, en 10 s 30. 

## Biographie
Il se distingue en 1999 en réalisant 10 s 33 sur 100 mètres à Chennai, un record national. Il confirme à Katmandou, où il remporte en 10 s 37 les Jeux d'Asie du Sud. La même année, il réussit le doublé 100-200 aux championnats nationaux. Aux Championnats d'Asie, Kumar obtient la médaille d'argent du 100 m, battu de 3 centièmes par le Saoudien Jamal al-Saffar.
Le 5 juillet 2000, à Bangalore, il court la distance en 10 s 21, mais le record n'est pas homologué, pour absence de contrôle antidopage. Le 17 juillet, toujours à Bangalore, il bat le record du 200 mètres, avec 20 s 73.
Il représente l'Inde aux Jeux olympiques de Sydney sur le relais 4 × 100 m, où son équipe termine avec 40 s 23.
En 2002 il égale son propre record du 100 m à New Delhi. En 2005, il réalise 10 s 30 sur la distance, actuel record national (2015), égalé en 2010 par Abdul Najeeb Qureshi. Quant à son record du 200 m, il est battu en 2015 par Dharambir Singh.

### Palmarès
| Date | Compétition         | Lieu      | Résultat | Épreuve | Performance |
| ---- | ------------------- | --------- | -------- | ------- | ----------- |
| 1999 | Jeux d'Asie du Sud  | Katmandou | 1er      | 100 m   | 10 s 37     |
| 2000 | Championnats d'Asie | Jakarta   | 2e       | 100 m   | 10 s 35     |

#### National
- 3 titres sur 100 m : 1999, 2001, 2005
- 3 titres sur 200 m : 1999, 2001, 2004[2]

### Records
| Épreuve | Performance  | Lieu      | Date            |
| ------- | ------------ | --------- | --------------- |
| 100 m   | 10 s 30 (NR) | New Delhi | 24 août 2005    |
| 200 m   | 20 s 73      | Bangalore | 17 juillet 2000 |